# 제이미 월터스
제이미 월터스(Jamie Walters, 1969년 6월 13일 ~ )는 미국의 배우 및 가수이다.

## 출연 작품
- 사랑의 B&B 호텔 (1992)
- 비버리힐즈의 아이들 (1990)
- 평원의 추적자 (1989)
- 사선을 넘어 - TV 시리즈 (1989)